# Татарські Тім'яші
Татарські Тім'яші́ (рос. Татарские Тимьяши, чув. Тутар Тимешĕ) — присілок у складі Батиревського району Чувашії, Росія. Входить до складу Тойсинського сільського поселення.
Населення — 128 осіб (2010; 168 у 2002).
Національний склад:
- татари — 100 %